# 道氏攀鼠屬
道氏攀鼠屬（Prionomys batesi），哺乳綱、囓齒目、馬島鼠科的一屬，而與道氏攀鼠屬（道氏攀鼠）同科的動物尚有肥鼠屬（矮肥鼠）、大攀鼠屬（大攀鼠）、長耳攀鼠屬（長耳攀鼠）等之數種哺乳動物。

## 下属物种
本属包括以下物种：
- 道氏攀鼠 Prionomys batesi Dollman, 1910